# UCN3
UCN3 (англ. Urocortin 3) – білок, який кодується однойменним геном, розташованим у людей на короткому плечі 10-ї хромосоми. Довжина поліпептидного ланцюга білка становить 161 амінокислот, а молекулярна маса — 17 961.
| 10         |  | 20         |  | 30         |  | 40         |  | 50         |
| ---------- |  | ---------- |  | ---------- |  | ---------- |  | ---------- |
| MLMPVHFLLL |  | LLLLLGGPRT |  | GLPHKFYKAK |  | PIFSCLNTAL |  | SEAEKGQWED |
| ASLLSKRSFH |  | YLRSRDASSG |  | EEEEGKEKKT |  | FPISGARGGA |  | RGTRYRYVSQ |
| AQPRGKPRQD |  | TAKSPHRTKF |  | TLSLDVPTNI |  | MNLLFNIAKA |  | KNLRAQAAAN |
| AHLMAQIGRK |  | K          |  |            |  |            |  |            |

A: Аланін

C: Цистеїн

D: Аспарагінова кислота

E: Глутамінова кислота

F: Фенілаланін

G: Гліцин

H: Гістидин

I: Ізолейцин

K: Лізин

L: Лейцин

M: Метіонін

N: Аспарагін

P: Пролін

Q: Глутамін

R: Аргінін

S: Серин

T: Треонін

V: Валін

W: Триптофан

Кодований геном білок за функцією належить до гормонів. 
Секретований назовні.